# Sinagoga e museo ebraico di Asti
La sinagoga di Asti, con annesso Museo ebraico, è un edificio del XVIII secolo situato in via Ottolenghi, già contrada di San Bernardino.

## Gli ebrei in Asti
È probabile che la maggior parte degli ebrei astigiani sia arrivata nel XVI secolo, in seguito alla diaspora del 1492, dalla Spagna, Provenza e Reno. Erano sistemati lungo la via Aliberti (nel rione San Secondo) con brevi ramificazioni di alcuni vicoli nella parte sinistra.
In questo periodo, una sinagoga doveva già esistere nel cuore del ghetto, essendo la "casa della collettività" (beth hakkeneseth). Infatti esplicava non solo funzioni religiose, ma anche civili e assistenziali come, per esempio, gli atti di compravendita, o dirimeva le diatribe sociali della comunità. Nel tempio, infatti, sono presenti arredi in legno ed in tessuto del XVI secolo e XVII secolo.

La più antica testimonianza del primitivo edificio risale al 1601: è una lamentela del vescovo di Asti sulla “troppa” vicinanza della sinagoga degli ebrei alle chiese di San Secondo e di San Bernardino. Prima di quella data, è probabile che fungesse da oratorio comune una stanza messa a disposizione da una famiglia privata nel proprio alloggio, come è documentato all'inizio del 1599.
Quando nel 1848 caddero le barriere del ghetto, si rese necessaria una ristrutturazione della sinagoga. I lavori vennero attuati sotto la direzione del geometra Carlo Benzi, già autore di alcune costruzioni ad Asti, e con il finanziamento delle famiglie Artom ed Ottolenghi.

Con l'esproprio di alcune case adiacenti, si poté creare il sagrato recinto da una cancellata, ed innalzare una nuova ala sulla destra, ampliando così il matroneo (una speciale loggia sopraelevata riservata alle donne, che dovevano rimanere separate dagli uomini).

## La sinagoga nel dettaglio

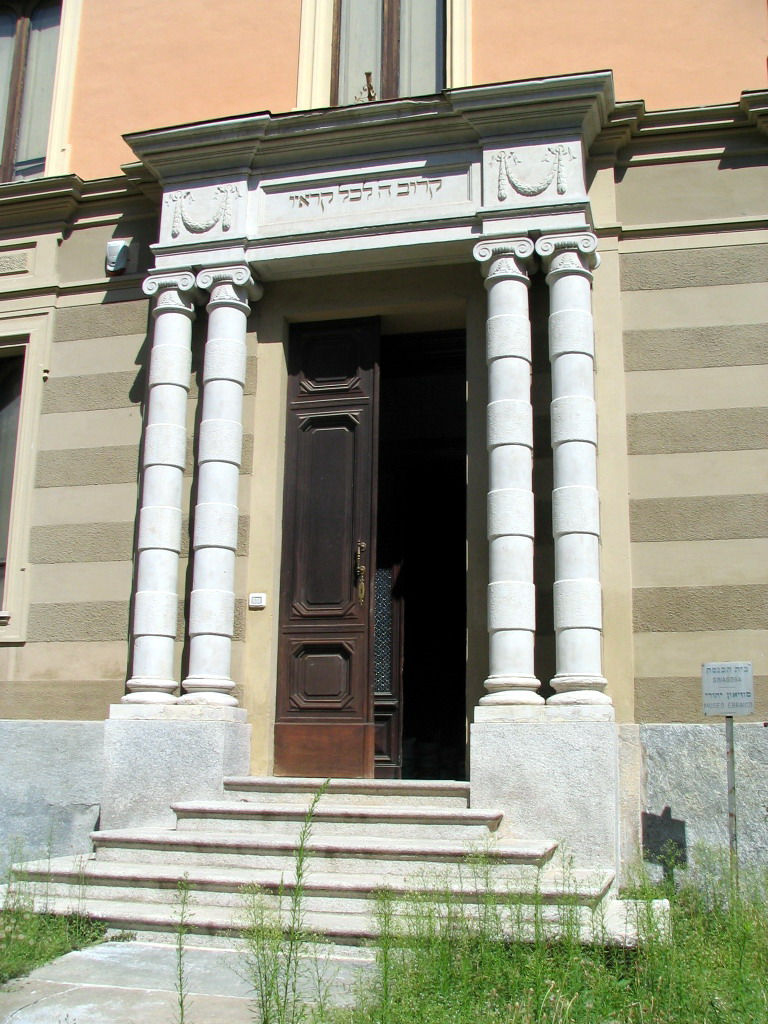
Entrata

Se la sinagoga di Asti è certo inferiore artisticamente a quelle di Torino, Alessandria e Casale Monferrato, mantiene un originale impronta stilistica. Nel tempio che vediamo oggi è presente una semplice facciata neoclassica, con un portale incorniciato da quattro colonnine "ioniche" che reggono un fastigio con scritta augurante.

All'interno, un vestibolo, al cui lato sinistro si trova l'accesso al coro ed al "piccolo tempio" (una saletta riservata ai riti minori e tappezzata con lapidi commemorative della comunità), al lato destro troviamo l'accesso alle scale del matroneo.

In avanti vi è uno spazio quadrangolare, diviso in tre navate, con volte a "botte". Al centro una piccola cupola poggiata su quattro colonne in finto marmo.

Quasi tutti i banchi, in noce massiccio, hanno una targhetta in ottone con inciso il nome o il numero del proprietario del posto (la vendita del posto "fisso" era una delle principali risorse di finanziamento della comunità).

Il presbiterio contiene un tavolo per i testi sacri ed alcuni supporti lignei per la lettura della "Torah", al fondo l'" Aròn" o Arca Santa, opera della bottega del Bonzanigo e capolavoro di ebanisteria realizzato nel 1809: è un armadio a muro composto da otto pannelli scolpiti e dorati; ogni pannello reca un simbolo differente:
- Il candelabro a sette bracci
- L'Arca dell'Alleanza
- Il tavolo con i dodici pani di preposizione
- L'altare con la fiamma
- Il turibolo (esso serve per bruciare l'incenso in grani e le essenze)
- I vasi con l'acqua lustrale
- I frutti
- Una mano che versa da una brocca in un bacile l'acqua della purificazione

In alto una scritta:
All'interno, uno stretto vano accoglie i rotoli della Torah ed i "sefarim", ricoperti da paramenti in seta con ricami in oro e argento (me'ilim). Alcuni rotoli risalgono al 1700.

## Galleria d'immagini

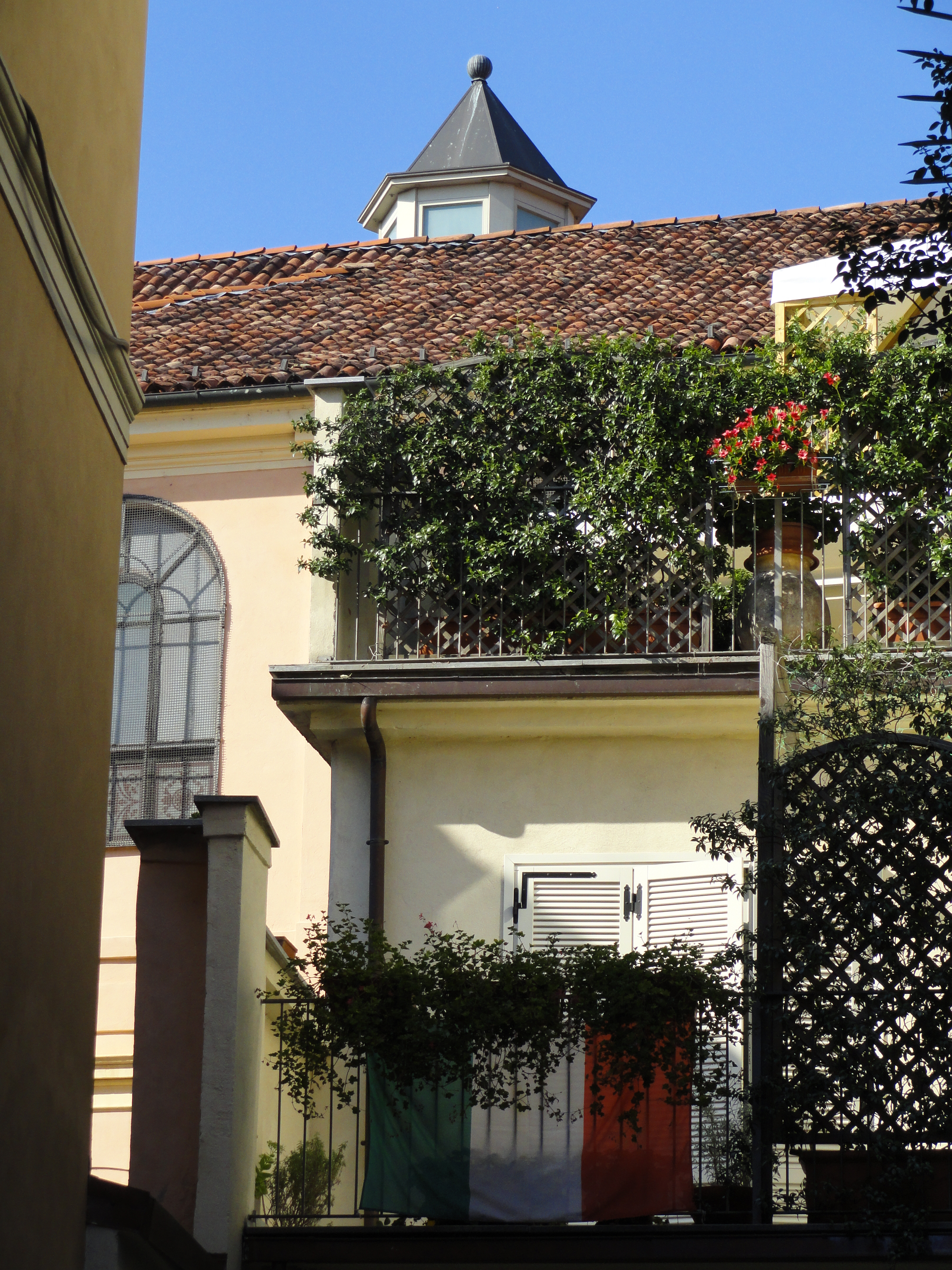
Veduta laterale della sinagoga
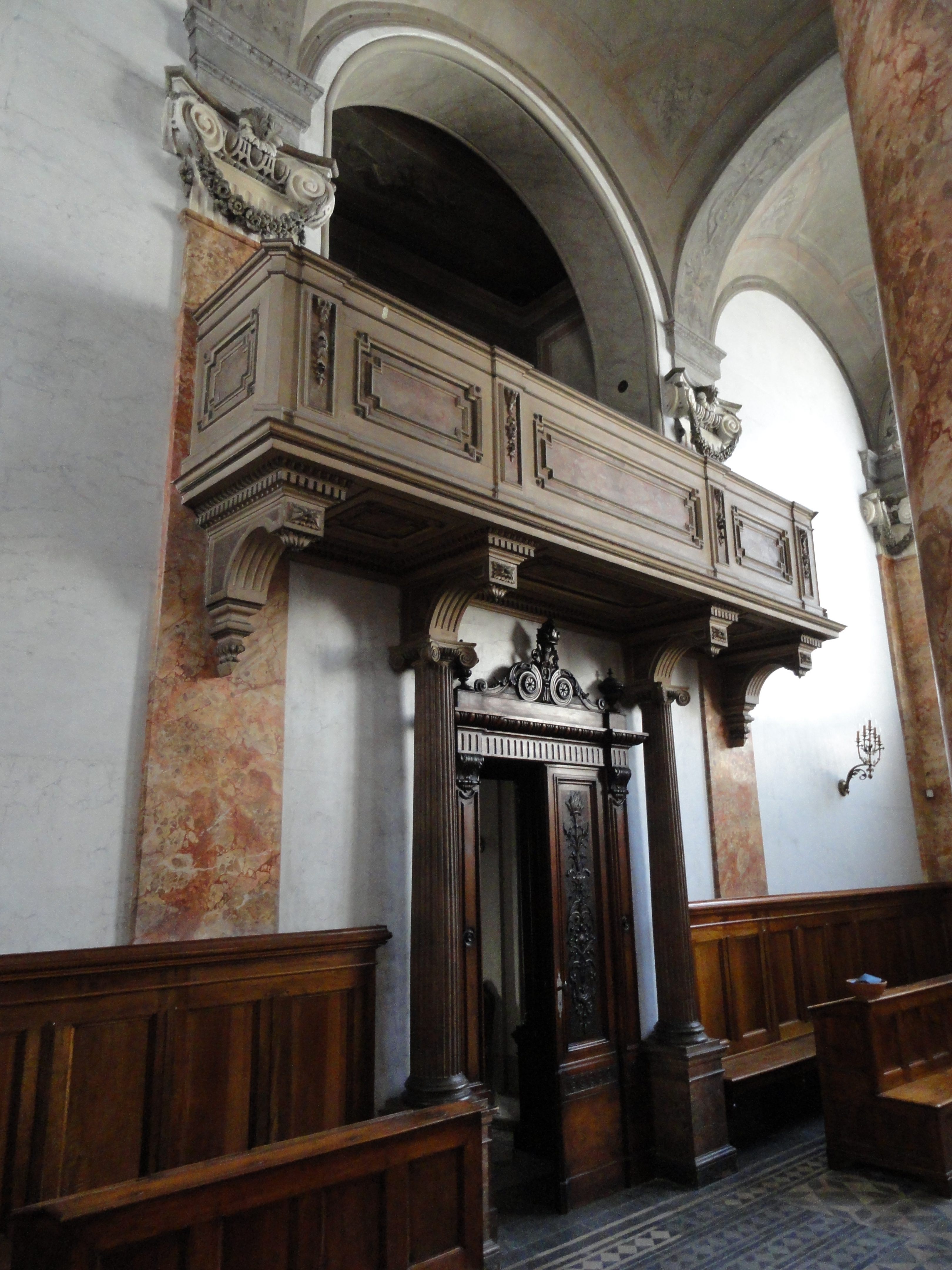
L'interno della sinagoga
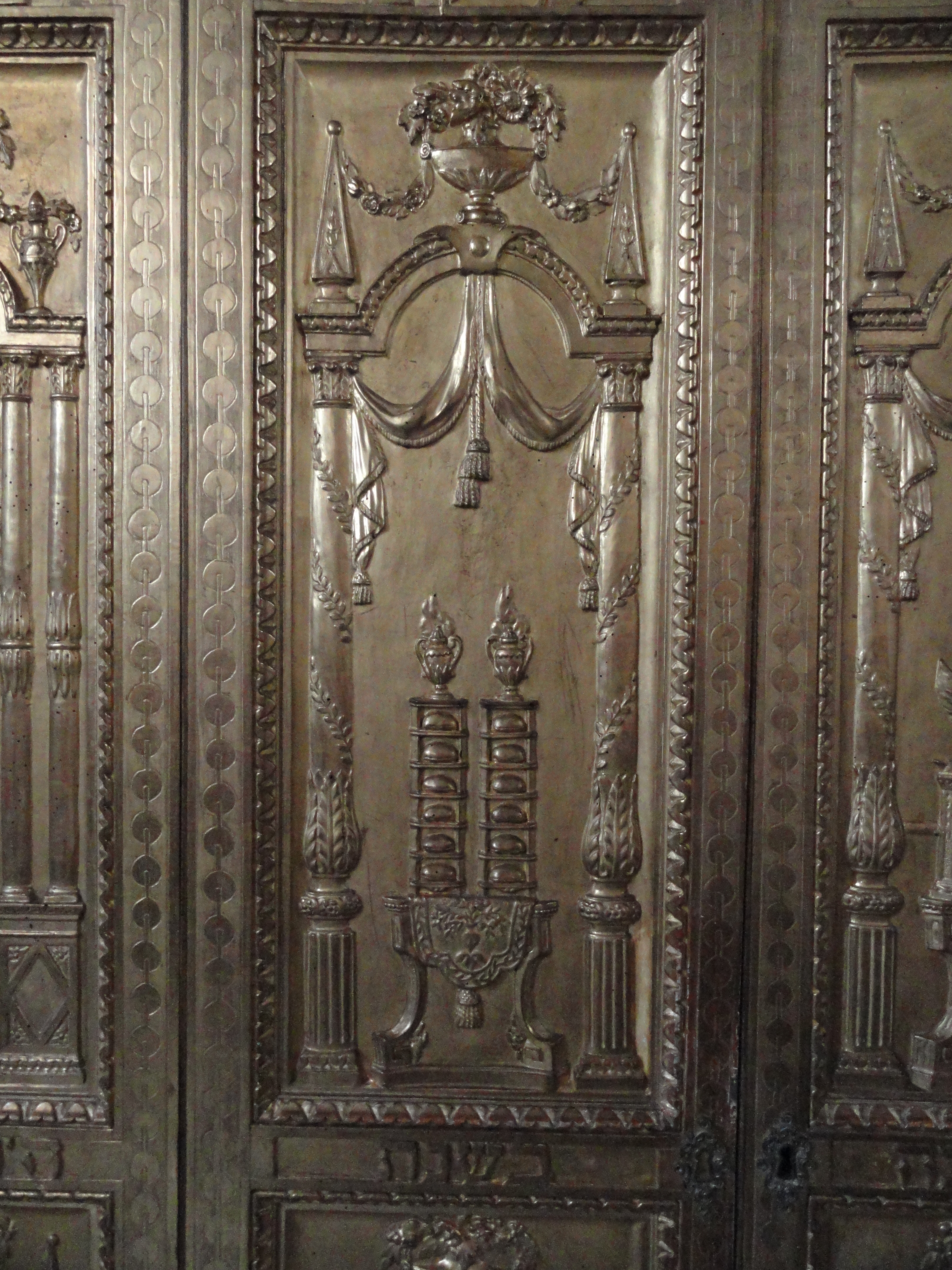
particolare dell'arca santa
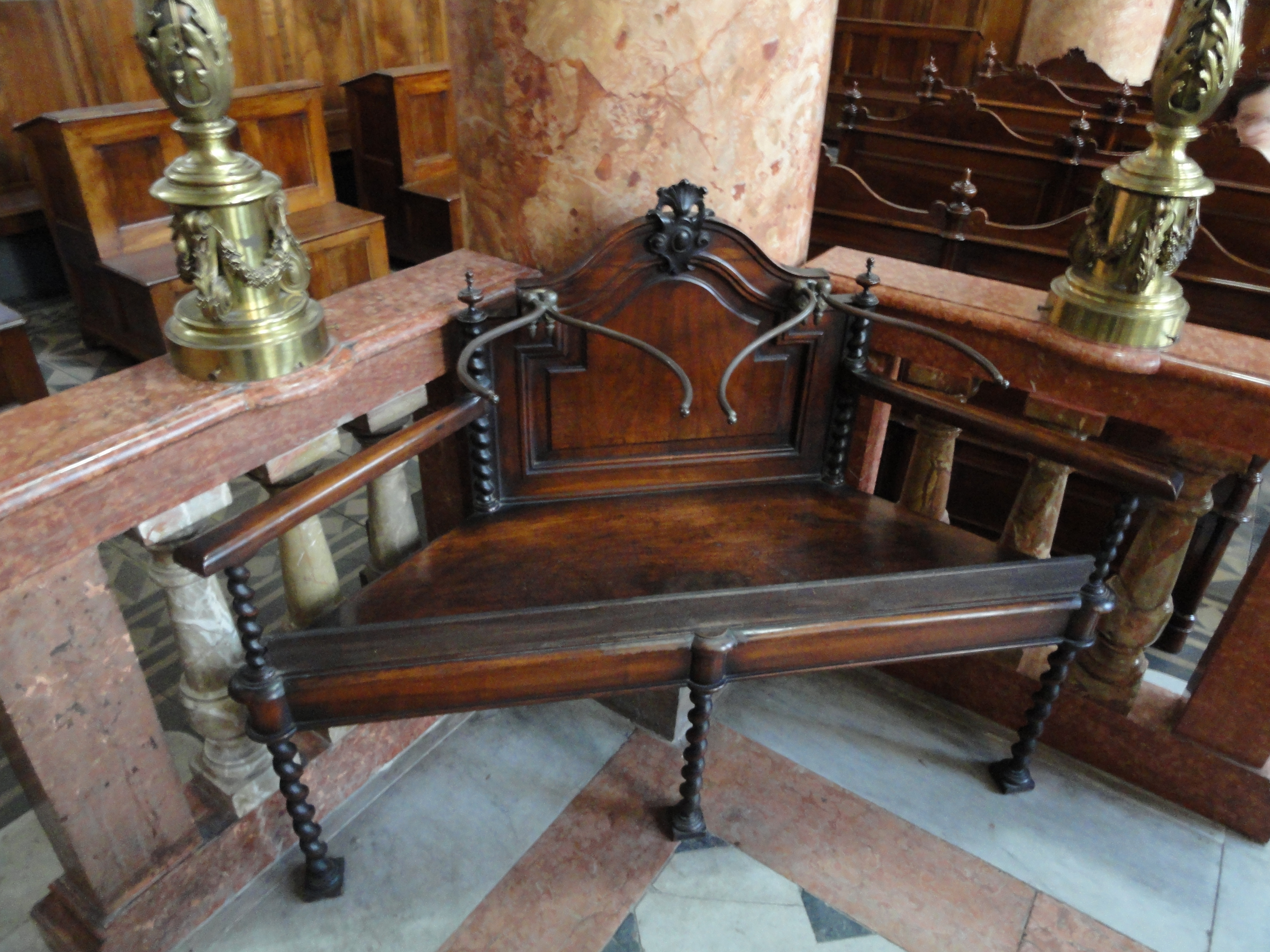
banchi per deporre i rotoli della Legge
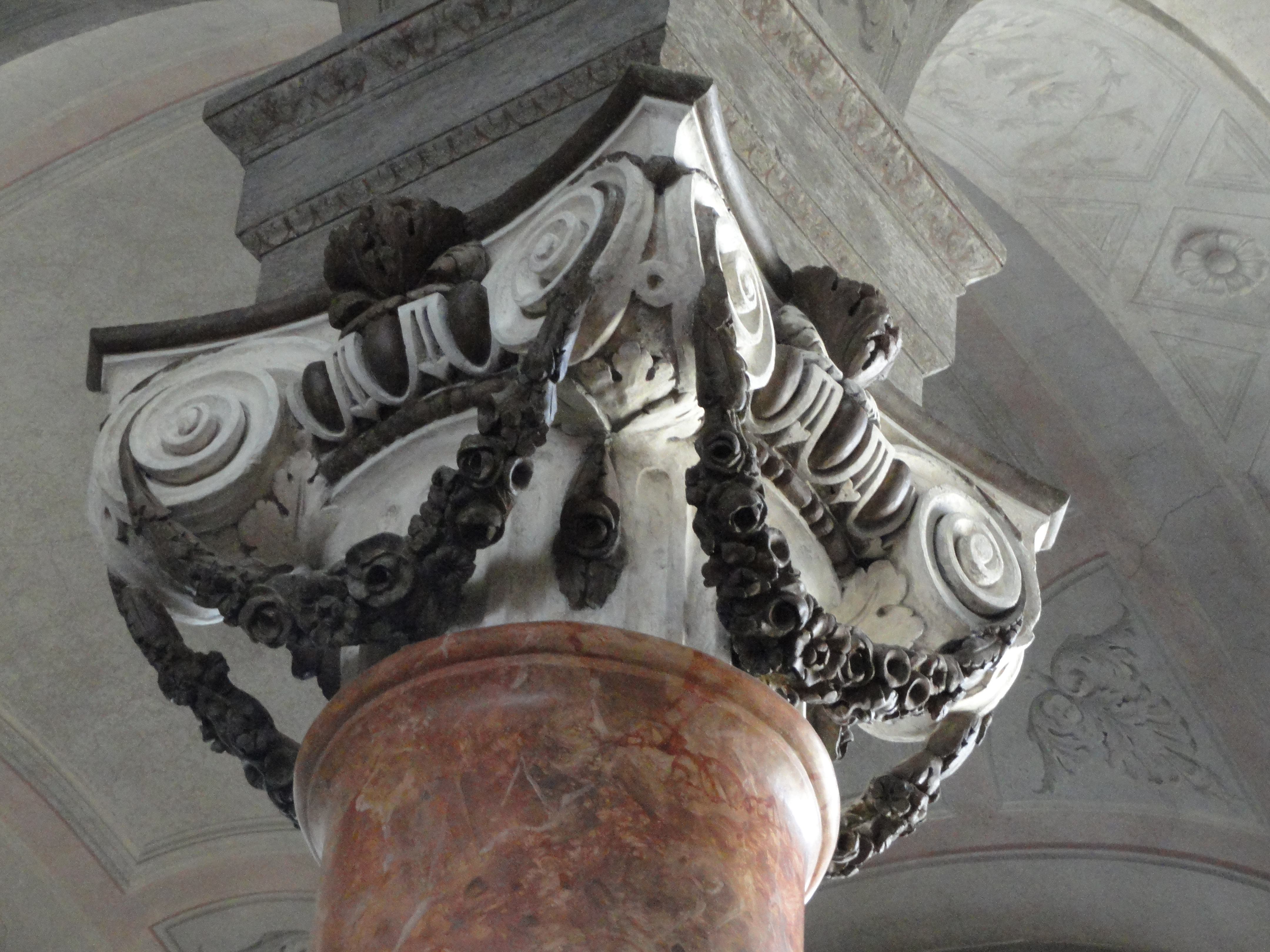
Uno dei capitelli

## Il museo
Nei locali che un tempo furono del tempietto invernale, si può visitare un piccolo ma importante museo, in cui sono esposti oggetti liturgici, rituali e varie testimonianze della presenza ebraica in Asti.
Tra gli oggetti ricordiamo:
- il Chanukkiah, candelabro con otto lumi oltre un nono che serve per accendere gli altri,
- il Shofar, corno di montone suonato durante alcune solennità,
- il Ner tamid, lampada in argento sbalzato
- il Tevah, podio o leggio in legno intarsiato, dove si leggono i rotoli della Toràh

## Il rito astigiano, o rito Appam
Questo termine deriva dalle iniziali di Asti, Fossano (in ebraico la "f" si indica con la "p") e Moncalvo, le tre comunità che seguirono tale rito.

È in sostanza una combinazione tra il rito tedesco ed il rito antico francese, estintosi in Francia con l'espulsione degli ebrei del 1394.

La differenziazione è principalmente nelle combinazioni poetiche (selichoth, o poesie penitenziali, e kinoth o elegie), nelle composizioni liturgiche ritmiche inserite nelle Diciotto Benedizioni (kerovoth), o dell'"ordine di culto" (sèder ha-avodah), descrizione poetica delle cerimonie per il giorno di Kippur.

Il rito Appam possedeva melodie proprie, raccolte e registrate da Leo Levi per l'Istituto di musica popolare dell'Accademia Santa Cecilia, nel 1955.